# Тернівська сільська рада (Новоархангельський район)
| Тернівська сільська рада — колишній орган місцевого самоврядування у Новоархангельському районі Кіровоградської області з адміністративним центром у с. Тернівка. Сільській раді підпорядковані населені пункти: - с. Тернівка |

## Склад ради
Рада складається з 12 депутатів та голови.

### Керівний склад ради
| ПІБ                           | Основні відомості                                                 | Дата обрання | Дата звільнення |
| ----------------------------- | ----------------------------------------------------------------- | ------------ | --------------- |
| Ігошин Анатолій Костянтинович | Сільський голова, 1952 року народження, освіта, безпартійний      | 26.03.2006   | 31.10.2010      |
| Семенець Петро Степанович     | Сільський голова, 1953 року народження, освіта вища, безпартійний | 31.10.2010   |                 |

Примітка: таблиця складена за даними джерела

## Населення
Згідно з переписом УРСР 1989 року чисельність наявного населення села становила 1160 осіб, з яких 502 чоловіки та 658 жінок.
За переписом населення України 2001 року в селі мешкали 984 особи.

### Мова
Розподіл населення за рідною мовою за даними перепису 2001 року:
| Мова       | Відсоток |
| ---------- | -------- |
| українська | 98,17 %  |
| російська  | 1,73 %   |
| болгарська | 0,10 %   |